# Grateful Dead
I Grateful Dead sono stati un gruppo musicale rock statunitense. Furono tra gli artisti chiave della cosiddetta Summer of Love.
Nati alla metà degli anni Sessanta, furono fra gli artisti fondamentali della storia di quello che veniva chiamato acid rock o rock psichedelico. Divennero celebri per il loro stile eclettico, che univa elementi di rock, folk, bluegrass, blues, country e jazz e dal vivo era caratterizzato da interminabili e lisergiche improvvisazioni modali. Dalla metà degli anni settanta attorno ai Grateful Dead nacque una sorta di "culto"; alcuni loro fan, chiamati Deadhead, seguirono il gruppo in concerto per anni, vivendo di fatto come nomadi in onore della loro "devozione" verso "the Dead".
Raggiunsero la fama verso la fine degli anni '60, per poi arrivare all'apice del successo con album come Live/Dead, Workingman's Dead e American Beauty.
La rivista Rolling Stone li inserisce al cinquantasettesimo posto nella lista dei 100 grandi artisti.

## Storia

### Le origini

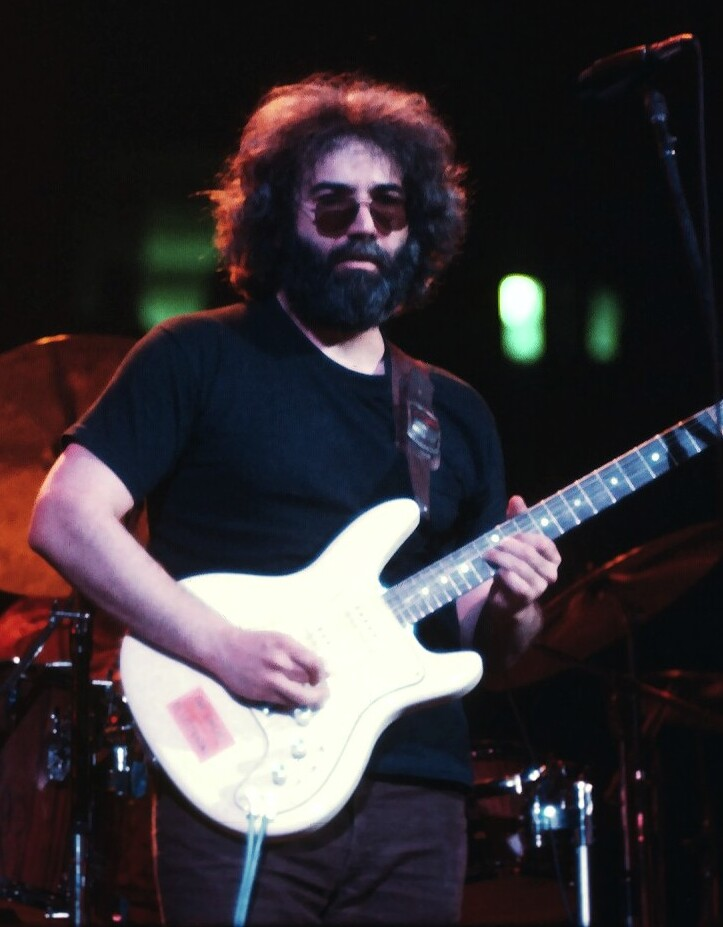
Jerry Garcia negli anni settanta

Alla fine degli anni sessanta negli Stati Uniti nasceva il movimento hippy. Migliaia di giovani cercavano di ribellarsi alle regole imposte della società alla ricerca di un nuovo genere di libertà. In questo contesto ebbero un ruolo importante le droghe e soprattutto gli allucinogeni. Già dagli anni cinquanta personaggi come Ken Kesey e Robert Hunter avevano iniziato a sperimentare con LSD e altre sostanze psichedeliche (i cosiddetti acid test). Il primo avrebbe in seguito organizzato i primi raduni del movimento psichedelico; il secondo avrebbe invece contribuito al successo e all'evoluzione dei Grateful Dead.
I Grateful Dead nacquero nella San Francisco Bay Area nel 1965 dalle ceneri di un'altra band, i Mother McCree's Uptown Jug Champions. Per un breve periodo suonarono a Palo Alto, in California, con il nome di Warlocks; questo nome fu in seguito abbandonato perché risultò già adottato da un'altra band (curiosamente, si trattava di una prima incarnazione dei futuri Velvet Underground). A quanto in seguito dissero i membri del gruppo, il nuovo nome Grateful Dead (il morto riconoscente) fu deciso ispirandosi alla storia trovata sul dizionario “Funk & Wagnalls New Practical standard dictionary” riguardante un racconto folcloristico. Garcia scelse il libro più grande nella libreria e sfogliandolo a caso si soffermò proprio su quella storia che aveva quel nome: Grateful dead!

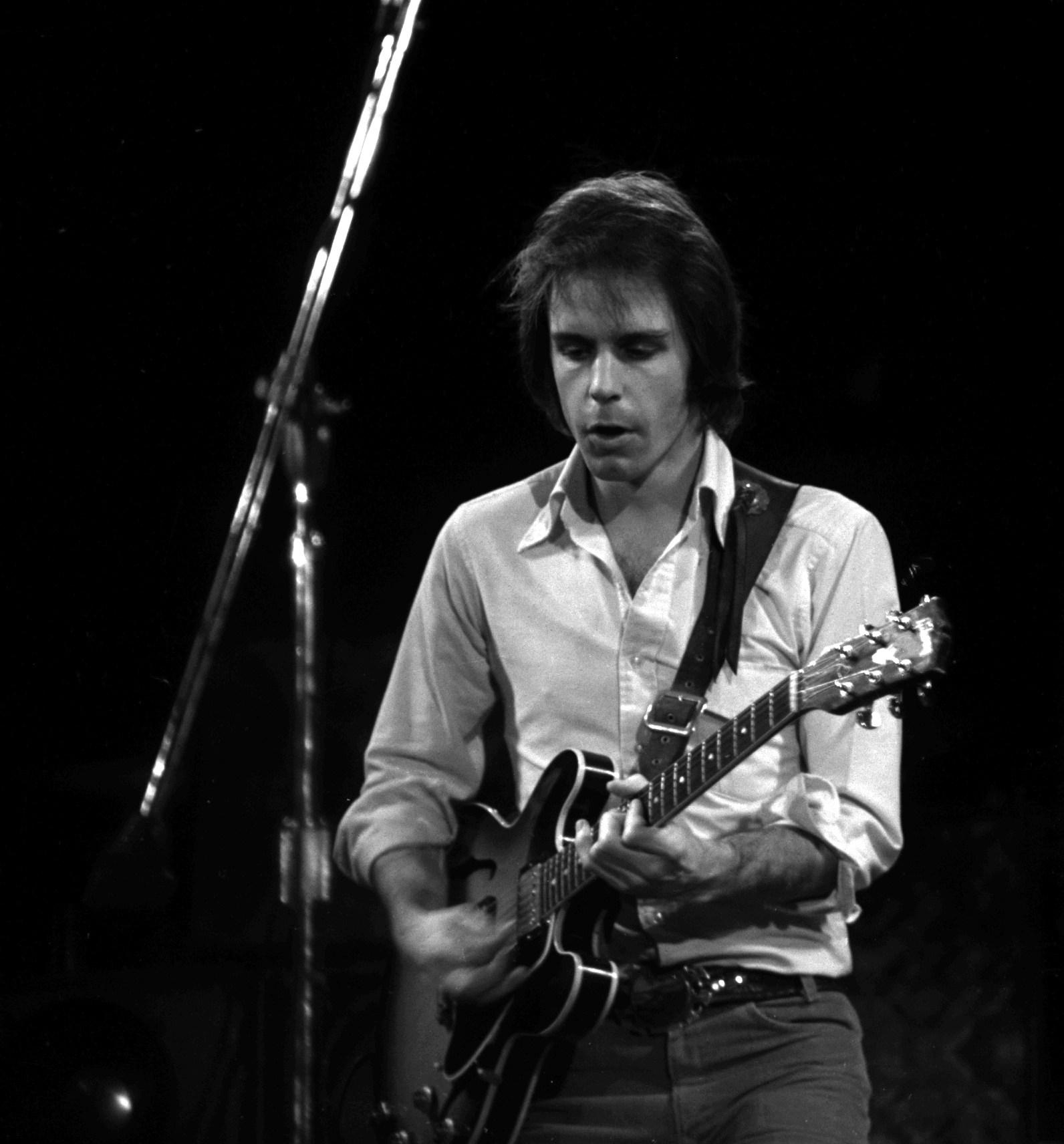
Il chitarrista Bob Weir (1975)

Col nome di "Grateful Dead" il gruppo si trasferì a San Francisco, luogo dove stavano emergendo artisti come Jefferson Airplane e Santana, che conferirono a San Francisco la fama di capitale della controcultura hippy. Di questo ambiente i Grateful Dead divennero presto il gruppo di punta, forti anche dello straordinario livello tecnico di tutti i membri del gruppo. Il loro stile combinava elementi di diversi sottogeneri del rock con blues, jazz, bluegrass, country e persino qualche elemento di musica classica; il tutto rielaborato ispirandosi all'esperienza dell'LSD. In gran parte, questa forte contaminazione di generi rifletteva proprio l'eterogenea formazione del gruppo. Jerry Garcia (chitarra solista) e Bob Weir (chitarra ritmica) provenivano dalla scena folk americana, che in quel periodo stava convertendosi alla strumentazione elettrica. Phil Lesh (basso) aveva una formazione classica e conosceva la musica elettronica; Ron "Pigpen" McKernan (tastiera) era un amante del blues e il batterista Bill Kreutzmann aveva un background jazzistico.
I primi anni dei Dead li caratterizzarono come gruppo di punta del cosiddetto rock psichedelico, ma la loro musica fu sempre almeno in parte sfuggente rispetto a qualsiasi classificazione. Furono sempre una band prevalentemente live; in effetti, la band divenne celebre, e si guadagnò la dedizione proprio del pubblico di hippie, prima che la Warner Bros. si interessasse al loro successo e decidesse di proporre loro l'incisione di The Grateful Dead. In questo periodo, le esibizioni dei Dead erano basate principalmente su cover di brani celebri reinterpretate in chiave elettrica e su qualche composizione originale; il tutto nel contesto di una concezione dell'esibizione live come trip collettivo (lo stesso Garcia ricevette il nomignolo di "Captain Trip").

### I primi album in studio
Invogliata dall'enorme successo di pubblico, nel 1967 la Warner Bros. produsse The Grateful Dead. Si trattava principalmente di cover, più un paio di brani originali ancora piuttosto acerbi. Soltanto alcune tracce riescono a trasmettere l'ideologia hippie: su tutte, The Golden Road e Viola Lee Blues. Il disco non entusiasmò i fan del gruppo, e non ebbe un grande successo commerciale.
Alla fine dello stesso anno entrò nel gruppo il batterista e percussionista Mickey Hart, già istruttore di Kreutzmann. Con il suo look eccentrico e la sua "vivace fantasia", Hart rivoluzionò l'immagine e il sound del gruppo: le sonorità ritmiche cambiarono profondamente (Garcia definirà lo stile ritmico ottenuto con la doppia batteria "total annihilation"). Poco dopo si unì ai Dead il pianista Tom Constanten (ex compagno di stanza di Lesh), che introdusse la sperimentazione con i sintetizzatori; a seguire Robert Hunter, scrittore e poeta, che anni prima aveva spronato i futuri membri dei Dead a partecipare agli acid test. Il sodalizio Garcia-Hunter produsse il suo primo capolavoro con la celeberrima Dark Star.
Nel 1968 vide la luce il secondo album in studio, Anthem of the Sun, progetto molto più elaborato del precedente. Per l'occasione i Dead uniscono composizioni in studio e brani live, riproducendo in modo più fedele l'atmosfera dei concerti. L'album comprende due suite, una per facciata del vinile: That's for the Other One (in seguito abbreviata in The Other One), con il suggestivo finale del prepared piano che Constanten mutua da John Cage, e il medley Alligator/Caution, dominate da estratti live e dall'organo di McKernan. Nonostante Anthem of the Sun venga considerato un album rivoluzionario nel suo genere, la band non espresse mai un grande entusiasmo per questo lavoro.

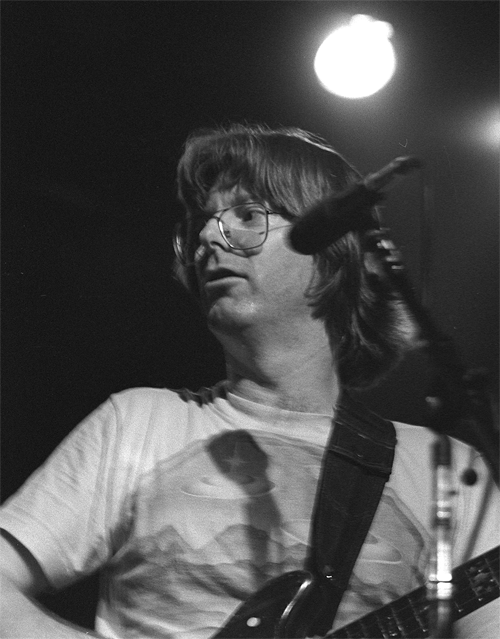
Il bassista Phil Lesh (1976)

Nel 1969 venne pubblicato quello che forse è il capolavoro in studio dei primi Dead, Aoxomoxoa. I testi sono tutti di Robert Hunter, divenuto ufficialmente il paroliere del gruppo (oltre a Dark Star aveva già scritto buona parte del testo di Alligator). Con Aoxomoxoa i Dead rinunciano a riprodurre in studio l'atmosfera live, cercando composizioni più canoniche. Questo lavoro include diversi brani che poi sarebbero diventati classici del repertorio del gruppo, come Saint Stephen, China Cat Sunflower, e il "sermone" psichedelico di Garcia, What's Become of the Baby. L'album risente dell'allontanamento già in corso di Pigpen, che iniziava a non riconoscersi più nelle scelte stilistiche del gruppo e probabilmente risentiva della presenza di Constanten.
I Dead parteciparono al festival di Woodstock, ma la loro esibizione fu compromessa da un violento temporale e risultò deludente, tanto che il gruppo decise poi di non apparire né sul disco né nel film. Alla fine degli anni sessanta il movimento hippie iniziava a scemare e il rock psichedelico ne seguiva le sorti.
In questo periodo i Grateful Dead incisero Live/Dead (1969), un album doppio live, che segna la fine di un'era e allo stesso tempo, secondo molti, rappresenta il lavoro più bello pubblicato dal gruppo. L'album contiene anche una versione di Dark Star, che dai 3 minuti del singolo diventa un fiume musicale di 23 minuti.
L'unica traccia che viene ripresa dai dischi precedenti è Saint Stephen dignitosamente psichedelica; segue, in un medley senza soluzione di continuità, l'inedita The Eleven e infine Turn on Your Lovelight, in cui Pigpen domina per 15 minuti con le sue tastiere power-blues. Decisamente sperimentale è il brano Feedback (che, come il nome suggerisce, è realizzato esclusivamente con suoni generati dall'effetto feedback). A conclusione del disco, il gruppo augura la buona notte con And We Bid You Goodnight.

### La svolta country-folk

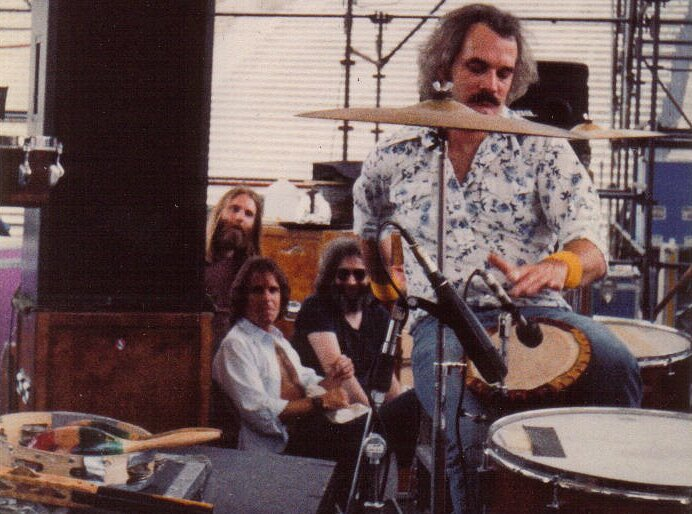
Alcuni dei Grateful Dead durante le prove di un concerto (primi anni ottanta). Da sinistra: Brent Mydland, Bob Weir, Jerry Garcia, Bill Kreutzmann. Non sono presenti Phil Lesh e Mickey Hart.

Dopo Live/Dead il gruppo mutò decisamente rotta; come ebbe a dire Hart in seguito, "abbiamo abbandonato la nostra stazione lunare per mettere i piedi sulla terra". Questo mutamento corrispose anche a un trasferimento della sede principale dei Dead da Haight-Asbury al ranch di Mickey Hart, in aperta campagna. Questo luogo divenne un punto d'incontro per molti artisti dell'epoca, tra cui Crosby, Stills & Nash e i New Riders of the Purple Sage.
In questo clima musicale i Grateful Dead produssero nel maggio del 1970 Workingman's Dead, che segna il loro passaggio al genere country-folk. Nello stesso anno, a novembre, produssero American Beauty, secondo molti l'apice del loro periodo post-psichedelico. Sono questi due album che nonostante tutto ottengono il successo nelle classifiche di vendita. Con questi due album i Dead ottengono per la prima volta un grande successo commerciale, al prezzo della delusione di parte dei fan di lunga data.

### Mutamenti nella formazione

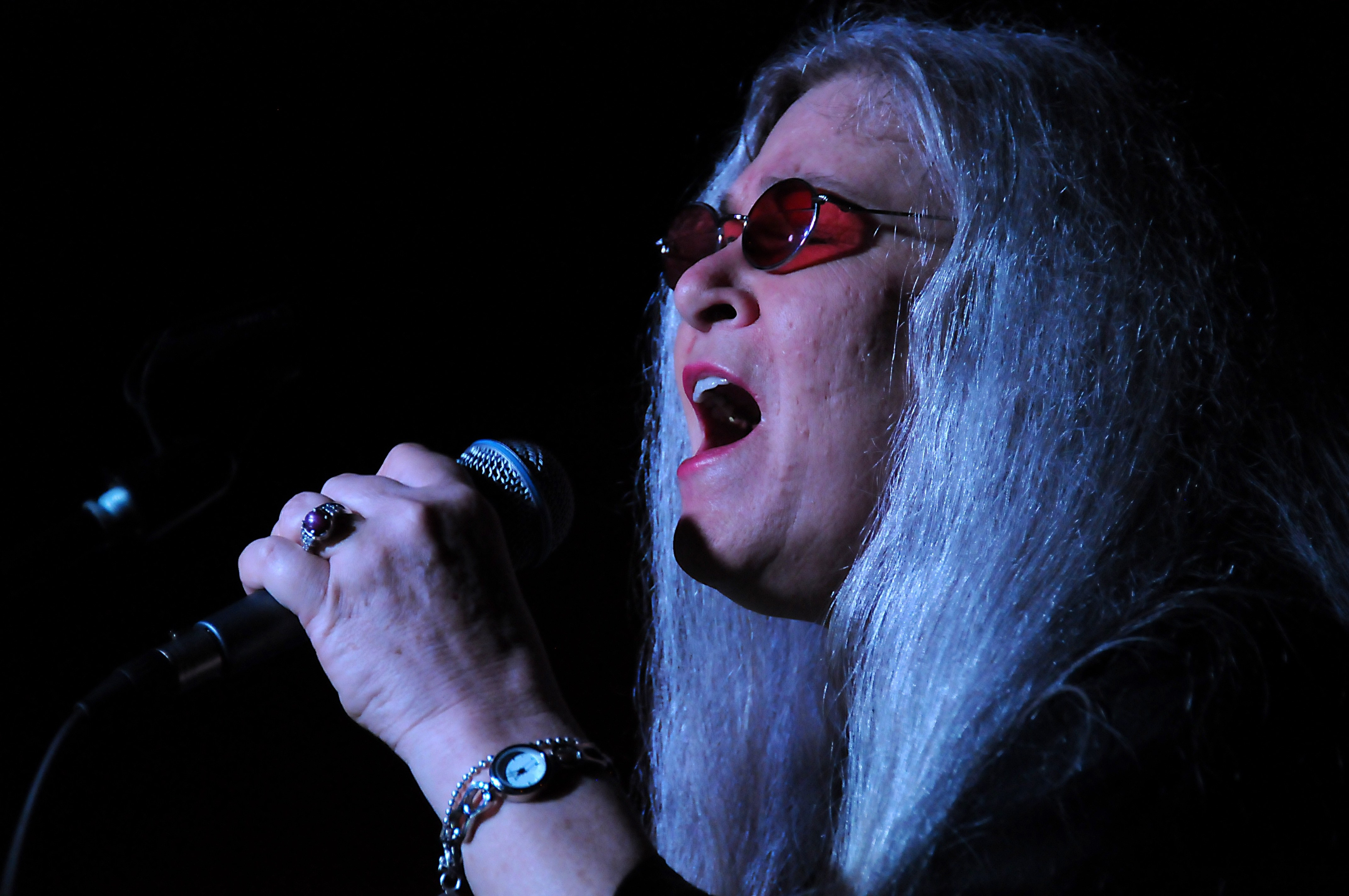
Donna Godchaux (2009)

Nel febbraio del 1971 avvenne la prima separazione importante nella storia della band, con l'abbandono del batterista Mickey Hart. Ufficialmente, Hart lasciò i Dead per intraprendere una propria ricerca musicale; tuttavia, incise sicuramente anche il fatto che il padre di Hart, Lenny, "cassiere" del gruppo, era da poco fuggito portandosi via gran parte dei fondi che amministrava. Nel frattempo era uscito un nuovo live, Grateful Dead (poi ribattezzato Skull and Roses), con brani della produzione post-psichedelica. In seguito a problemi di salute di Pigpen (legati agli eccessi del suo stile di vita), entrò poco dopo nel gruppo il sostituto Keith Godchaux, pianista, e al suo seguito si aggiunse ai Dead la moglie Donna Godchaux come corista e seconda voce.
Nel 1972 i Grateful Dead intrapresero il loro primo tour in Europa, immortalato dal disco triplo dal vivo Europe '72, che comprende sia pezzi tradizionali che alcuni inediti.
L'8 marzo 1973, poco tempo dopo la creazione della propria etichetta discografica Grateful Dead Records, il gruppo fu colpito dalla morte per cirrosi epatica di Pigpen, a soli 27 anni. Al tastierista sarà in seguito dedicata la raccolta Bear Choice. Nonostante la disgrazia, in ottobre i Grateful Dead uscirono con un nuovo album, Wake of the Flood, in cui vengono introdotti nuovi strumenti come violino, sassofono e trombone. A Wake seguì, nel giugno del 1974, From the Mars Hotel, da molti considerato un lavoro marginale.
A dispetto delle vicissitudini non sempre felici degli ultimi anni, nel 1974 i Grateful Dead portano a compimento un maestoso progetto tecnico, realizzando il Wall of Sound, un impianto di amplificazione senza precedenti, che però venne utilizzato solo per un breve periodo.

### La pausa e l'eclettismo sonoro
Pur con il buon successo di alcuni album, la situazione economica dei Grateful Dead alla metà degli anni settanta rimaneva piuttosto critica. Il gruppo decise di prendersi una pausa di riflessione, annunciata con cinque serate di "commiato" al Winterland (immortalate dal video Dead Movie), che segnò anche il ritorno di Hart nelle file del gruppo. Seguirono diversi mesi in cui i membri del gruppo presero parte ad altri progetti, solisti o con band parallele.

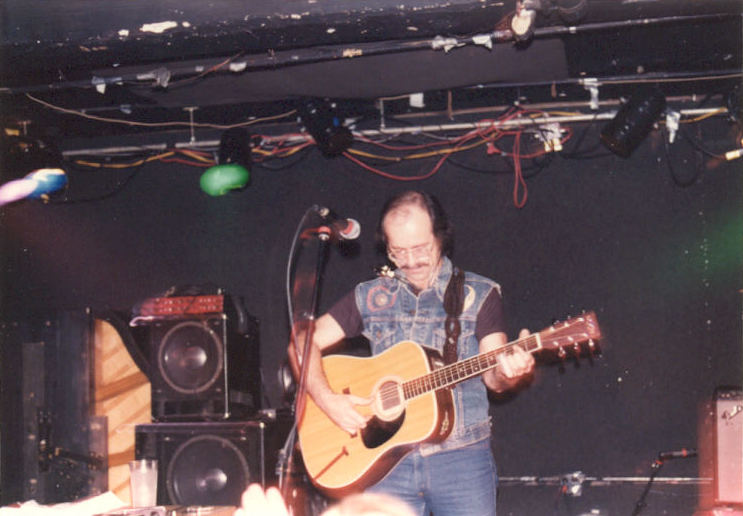
Robert Hunter nei primi anni ottanta

Il ritorno del gruppo sulle scene fu nell'agosto del 1975, con l'album Blues for Allah, seguito nel 1976 dal più debole live Steal Your Face, ultimo lavoro prodotto dalla Grateful Dead Records. Specialmente l'album in studio dimostra l'avvicinamento del gruppo a un certo tipo di jazz, a tratti free, sicuramente reinterpretato alla maniera dei Dead, con larghe divagazioni strumentali e interi mantra (come nella title track, lunga suite con derivazioni arabeggianti e psichedeliche), forse anche a causa dell'esperienza di Garcia con i Legion of Mary, un piccolo gruppo in cui suonò durante la "pausa", insieme all'amico Merl Saunders.
Nel 1977 i Dead passarono all'etichetta Arista (che garantì loro una completa libertà sul piano artistico). La prima pubblicazione targata Arista fu il già menzionato video Dead Movie; seguì l'album Terrapin Station, un nuovo cambiamento di stile, con Terrapin Station Part 1, firmata da Garcia e Hunter che si avvicina al rock progressivo. Il brano doveva essere proseguito successivamente (Hunter aveva scritto molti più versi di quelli che Garcia riuscì a usare nel brano), ma questo progetto non ebbe alcun seguito, almeno per la band (Robert Hunter inciderà una versione ampliata del brano).
Il 1978 è un anno di transizione sonora per i Grateful Dead: esce infatti l'album Shakedown Street, dove il gruppo si accosta alle tendenze musicali del momento interessandosi a sonorità Disco, quali quelle dei Bee Gees. Parte dell'intento, almeno a detta del gruppo, era il tentare di sfornare un singolo capace di passare per radio, cosa che d'altronde non riuscì a fare. A tutt'oggi Shakedown Street viene ricordato come un punto molto basso nella carriera dei Dead, e si parlò anche di "svendita del gruppo al mercato discografico". Nonostante tutto alla fine dell'estate del 1978 i Dead arriveranno a suonare, in un concerto ricordato principalmente per il suo valore simbolico, ai piedi delle piramidi di Giza, in Egitto. Altro evento significativo è il concerto di capodanno tenutosi al Winterland di Bill Graham, storico locale di San Francisco: significativo perché il locale si trovava costretto a chiudere, stessa sorte toccata ad altri locali storici quali il Fillmore West. È la fine di un'era, che aveva visto nascere e crescere i grandi gruppi californiani della fine degli anni sessanta.
Ma è la fine di un'era anche per i Grateful Dead: i coniugi Godchaux, presenti dal 1973, dichiarano chiusa la loro esperienza con i Dead; è il 1979 e il gruppo si appresta a trovare un altro membro capace di riempire il vuoto lasciato da Keith Godchaux al pianoforte (tra l'altro, quest'ultimo morirà poco più di un anno dopo l'abbandono della band in un incidente stradale).
La ricerca si interrompe nell'aprile dello stesso anno con il subentro del tastierista e cantante Brent Mydland, già amico di Bob Weir.

### Gli anni ottanta

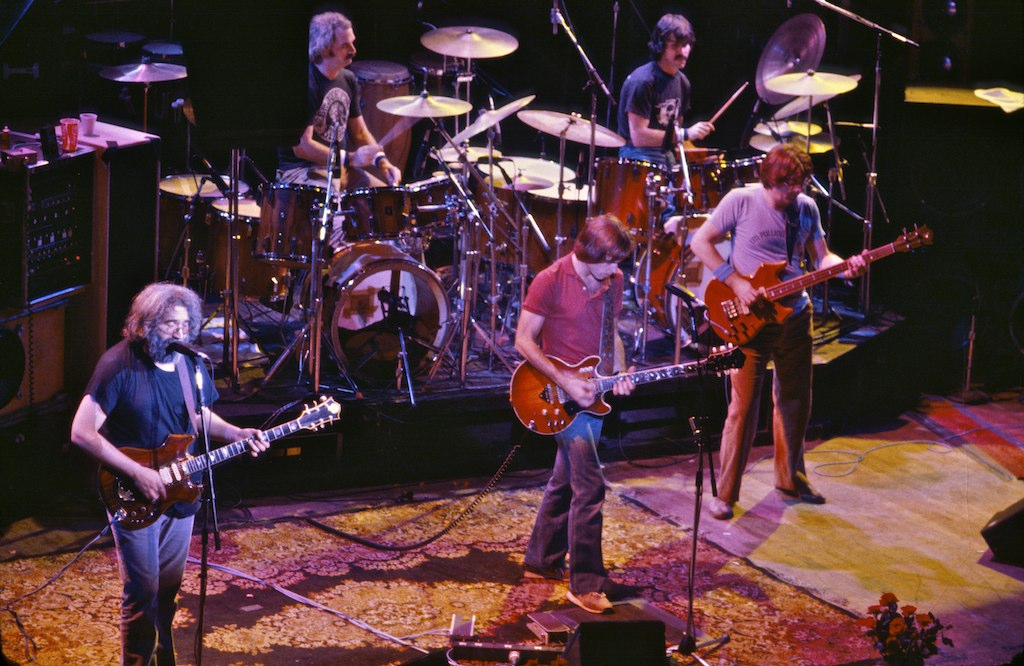
I Grateful Dead in concerto nel 1980

Gli anni ottanta, con una nuova formazione che vede il quarto tastierista a subentrare nella band, è segnata da una certa inerzia simbolizzata dalla scarsezza di pubblicazioni di dischi in studio. È invece sempre florida l'attività live in giro per l'America e per il mondo: nel 1981 escono infatti due dischi dal vivo, Reckoning e Dead Set. Pubblicati a distanza di pochi mesi, i due dischi mostrano in tutta la loro potenza le due facce dei Dead, quella acustica, con il primo album, e quella elettrica, col secondo: due splendidi album che testimoniano come nonostante il passare degli anni il gruppo sia ancora capace di regalare grandi emozioni.

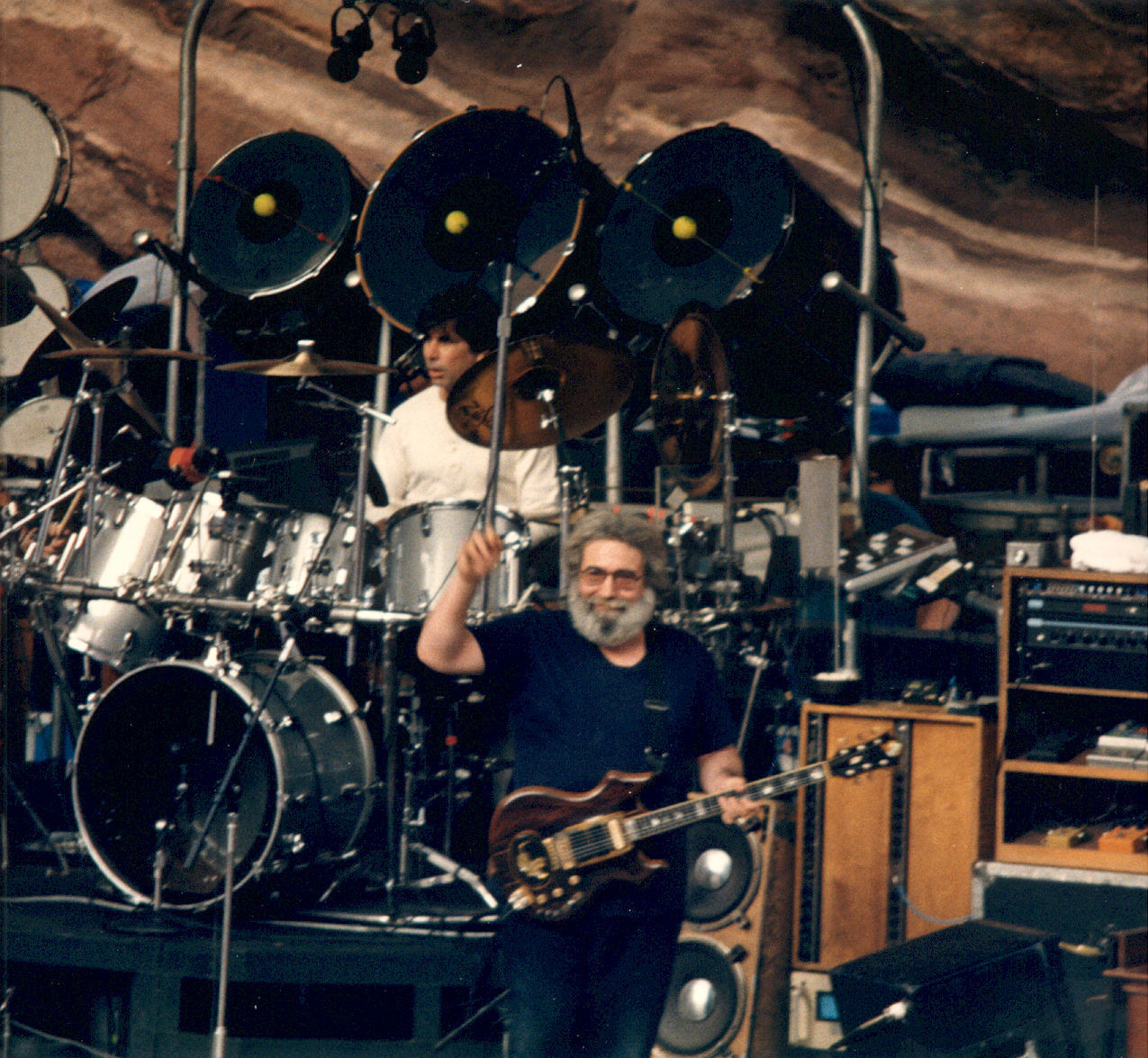
Jerry Garcia (1987)

Per i successivi sei anni i Dead si concentreranno esclusivamente nell'attività live, molto intensiva. A interrompere questa, però, è una tragedia sfiorata: il 10 luglio 1986 Jerry Garcia cade in coma diabetico. Dopo 5 giorni d'apprensione, paura e sgomento tra i componenti della band e i fan però, Garcia si riprende: quelli che seguono sono per lui mesi difficili di recupero, che però lo rivedono a fine anno di nuovo in corsa col suo gruppo, apparentemente in buona forma.
Nel 1987, Garcia viene incontro al periodo difficile dell'amico Bob Dylan mettendo a disposizione i Dead come sua band di supporto: seguono alcune date live con questa formazione, arrangiata in poco tempo, da cui poi scaturirà nel 1989 il CD dal vivo Dylan & The Dead, poco amato e quindi trascurato da entrambe le fazioni di fan.
Ma per i Dead nella metà del 1987 c'è il ritorno in studio: quello che ne esce è In the Dark, che aggiunge ovviamente poco alla già proficua carriera della band, tranne forse per il successo ottenuto dal singolo Touch of Grey, un orecchiabile brano di soft rock, dedicato anche al dramma che aveva colpito Garcia l'anno prima, che raggiungerà le classifiche americane, per la prima volta da quando la band fu formata nel 1965.
È di due anni dopo quello che sarà l'ultimo album in studio per la band, Built to Last, in cui le idee musicali scarseggiano in favore di un soft rock mainstream.

### Ultimi anni
Ma la disgrazia, che diventa quasi una maledizione a questo punto, torna a colpire il gruppo: il 26 luglio 1990 viene trovato morto il tastierista e cantante del gruppo Brent Mydland, a causa di un'overdose: è l'ennesimo duro colpo, e l'ennesimo amico e compagno che i Dead perdono. Dedicato a lui è l'album live Without a Net, ulteriore splendido esempio di quello che erano i Grateful Dead negli anni ottanta dal vivo con Mydland, che verrà sostituito da Vince Welnick, e assistito al pianoforte da Bruce Hornsby, per gli ultimi anni di concerti.

### La scomparsa di Garcia e lo scioglimento
Ma il colpo più duro avviene il 9 agosto 1995: Jerry Garcia, da sempre visto se non come leader almeno come figura simbolo del gruppo, essendo poi il principale compositore, il chitarrista solista e cantante, viene trovato morto in seguito ad un infarto nel sonno al Serenity Knoll Drug Center, una clinica dove Garcia stava cercando di porre fine alla sua dipendenza dalle droghe. È l'ultimo colpo del destino per la band, che non può permettersi di proseguire oltre senza l'uomo che per 30 anni ha guidato per mano la band fino a farla divenire un vero e proprio simbolo dell'America. Il gruppo, sconvolto dalla notizia si scioglie immediatamente e non ci saranno più concerti o apparizioni per i Grateful Dead come tali.

### Dopo i Dead
Alcuni dei membri rimasti si esibirono in concerto in alcune occasioni come The Other Ones o Crusader Rabbit Stealth Band, e diedero vita a carriere soliste o progetti indipendenti (soprattutto notevoli i Ratdog di Bob Weir, Phil Lesh and Friends, la musica di Mickey Hart per le Olimpiadi del 1996). Il 14 febbraio del 2003, gran parte della formazione originale si riunì col nome The Dead. Nel 2009, il chitarrista Bob Weir e il bassista Phil Lesh si sono riuniti con il nome Furthur, riprendendo a girare gli Stati Uniti in tour e eseguendo nella scaletta numerose canzoni dei Grateful Dead.

### IDead & Company
Nel 2011 il chitarrista e cantante americano John Mayer si è imbattuto per caso nell'ascolto di Althea e, per sua stessa ammissione, da quel momento in poi ha iniziato ad interessarsi significativamente alla musica del gruppo, che ha avuto grande influenza sulla sua direzione musicale successiva.
Nel febbraio 2015 Mayer invitò Bob Weir a unirsi a lui in un'esibizione in studio al The Late Late Show. Quell'esibizione fu la scintilla che fece sviluppare un inaspettato legame artistico tra i due.
In quel periodo Weir si stava preparando per il live Fare Thee Well in onore del 50º anniversario della band, insieme ai componenti rimasti supportati da Trey Anastasio, Jeff Chimenti e Bruce Hornsby, fu l'ultimo concerto sotto il nome "The Grateful Dead"; nel frattempo Mayer, ormai vero appassionato dei Dead, iniziò a studiare i testi e le parti di chitarra dell'ampio catalogo di canzoni della band.
Nell'agosto di quell'anno, Mayer e i membri dei Grateful Dead Bob Weir, Mickey Hart e Bill Kreutzmann formarono i Dead & Company insieme al tastierista Jeff Chimenti (già presente nei The Dead) e al bassista Oteil Burbridge.
Il bassista originale Phil Lesh non ha partecipato al progetto in quanto già attivo con la sua band Phil Lesh and Friends.
Dopo un primo live tenutosi il 31 ottobre 2015, la band ha annunciato un breve tour di fine anno. Il 18 febbraio 2016 i Dead & Co. si sono esibiti al The Tonight Show with Jimmy Fallon per promuovere il nuovo tour.
Sin dalla sua fondazione la band intraprende lunghi tour ogni anno, ad eccezione dell'anno 2020 nel quale, causa COVID-19, si sono tenute soltanto tre date a fronte dell'intero tour che era stato programmato per l'estate.

## Le formazioni

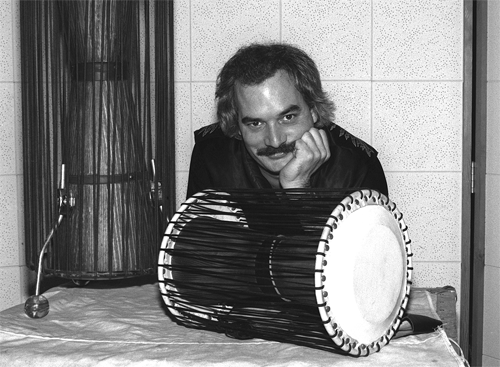
Bill Kreutzmann, percussionista del gruppo (1982)

Il chitarrista solista Jerry Garcia veniva generalmente identificato come leader del gruppo, sebbene egli rifiutasse questa interpretazione. Era cresciuto a San Francisco, nell'Excelsior District. Il suo stile era evidentemente influenzato dalla musica bluegrass, e col banjo Garcia suonava anche nel gruppo bluegrass Old and in the Way insieme al mandolinista David Grisman. Phil Lesh, che suonava il basso, aveva studiato la tromba, ricevendo un'istruzione musicale di tipo classico e interessandosi sin da ragazzo alla musica elettronica (fu allievo anche di Luciano Berio). Bob Weir, il membro più giovane del gruppo, suonava la chitarra ritmica. Ron "Pigpen" McKernan suonava l'organo Hammond B-3, l'armonica a bocca e cantò fino al 1973, anno in cui morì prematuramente a 27 anni. Garcia, Lesh, e Weir contribuivano alle voci e saltuariamente cantavano. Bill Kreutzmann suonava la batteria e nel 1968 entrò al suo fianco un secondo batterista, il newyorkese Mickey Hart, che suonava anche una grande varietà di percussioni. Hart abbandonò i Dead nel 1971, imbarazzato dalla condotta scorretta del padre, che era stato per qualche tempo amministratore finanziario del gruppo; ma rientrò nel 1975. Tom "TC" Constanten suonò le tastiere insieme a Pigpen dal 1968 al 1970. Alla fine del 1971 entrò nel gruppo un terzo tastierista, Keith Godchaux, che suonava il pianoforte da concerto. L'anno successivo, la moglie di Keith, Donna Jean Godchaux, entrò nel gruppo come corista. Keith e Donna abbandonarono nel 1979 (un anno prima della morte, in un incidente d'auto, dello stesso Keith), e Brent Mydland entrò come tastierista e voce e vi rimase per 11 anni, fino all'anno della sua morte, il 1990 (fu così il terzo tastierista dei Dead a morire). Il posto vacante venne preso da Vince Welnick dei Tubes, che per un anno e mezzo fu assistito al pianoforte dallo special guest Bruce Hornsby. I testi del gruppo erano scritti soprattutto da Robert Hunter e John Perry Barlow e Owsley "Bear" Stanley che fu per anni il loro ingegnere del suono (e uno dei loro principali fornitori di LSD).

## I concerti
I Grateful Dead erano celebri per le loro jam di improvvisazione dal vivo; un tratto distintivo dei loro concerti era il modo in cui ogni canzone si trasformava gradualmente nella successiva, senza soluzione di continuità.

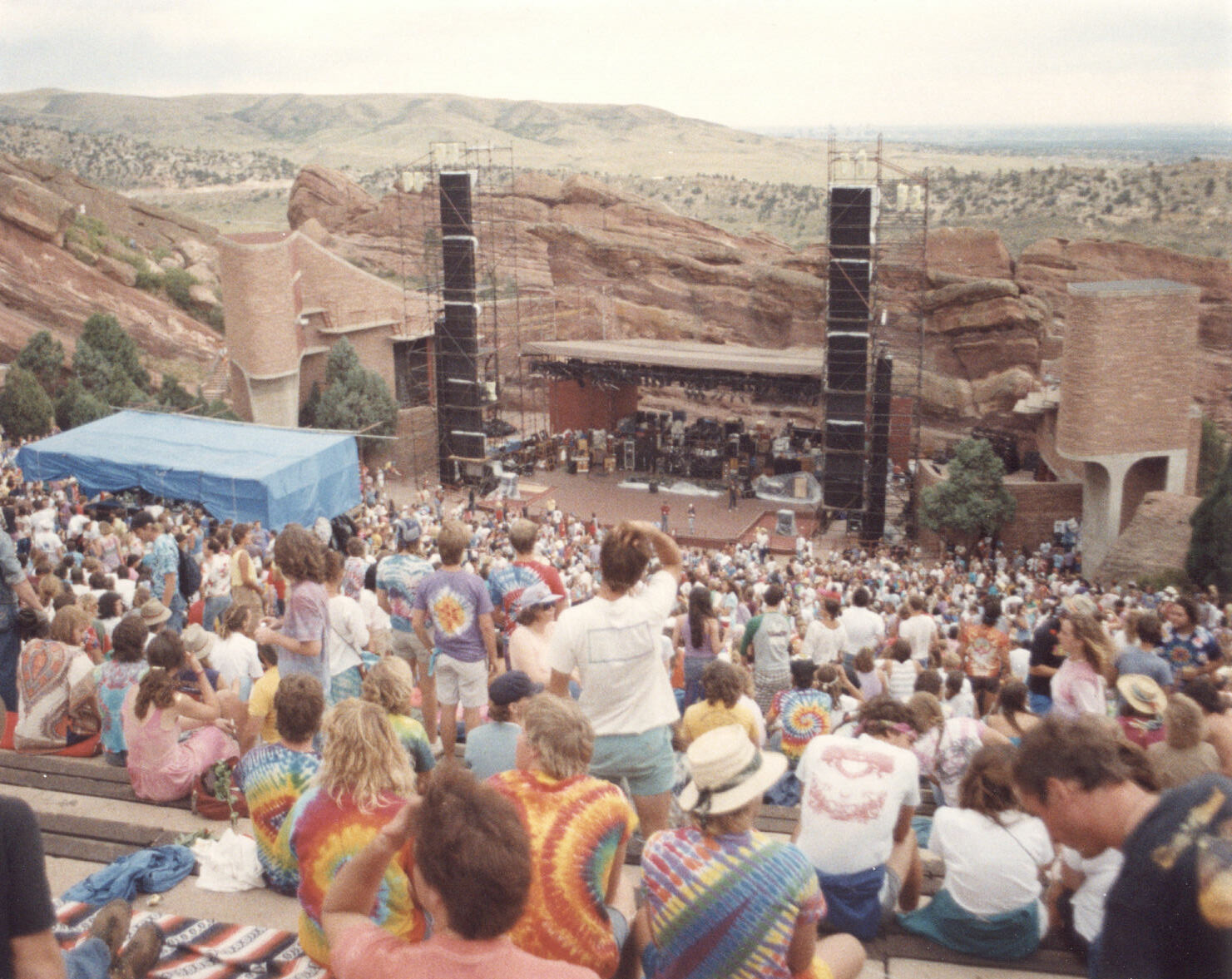
Fan in attesa del concerto dei Grateful Dead a Red Rocks (1987)

Furono quasi costantemente "in tour" per tutta la loro lunga carriera. Fu anche questo a creare un forte sentimento di comunità fra i fan, molti dei quali divennero Deadhead, e seguirono il gruppo in concerto per mesi o per anni. Nei primi anni, il gruppo curava anche una sorta di comune al numero 710 di Ashbury Street, nell'area di Haight-Ashbury a San Francisco, fornendo pasti gratis, alloggio, musica e cure mediche a tutti coloro che si presentavano; furono fra gli esempi più completi della filantropia del movimento hippie, e fecero più concerti gratuiti di qualsiasi altro gruppo della storia della musica.
I Grateful Dead incoraggiavano anche i loro fan a filmare e registrare i concerti e distribuire gratuitamente i nastri. Il parcheggio fuori dalle strutture in cui il gruppo suonava era, in qualche modo, una parte integrante dell'evento rappresentato da ogni concerto. Vi aveva luogo un vero e proprio mercato itinerante, in cui molti Deadhead lavoravano. Il pubblico si raccoglieva in questi spazi già molte ore prima del concerto.
Con l'eccezione del 1975, anno in cui la band era divisa e suonò solo quattro concerti, i Dead continuarono a viaggiare per gli Stati Uniti in tour dall'inverno del 1965 fino al luglio del 1995 (con sporadiche trasferte in Canada e Europa, e tre notti alla Piramide di Giza, in Egitto, nel 1978).
Furono anche presenti sul palco in festival leggendari come il Monterey Pop Festival (1967) e il festival di Woodstock (1969). Il loro pubblico più numeroso fu nel 1973, quando suonarono insieme a The Allman Brothers Band e The Band davanti a circa 600.000 persone al Summer Jam di Watkins Glen.
Data quest'enfasi sulle esibizioni dal vivo, non stupisce che i loro album in studio fossero generalmente concepiti come raccolte di brani precedentemente suonati in concerto.

### Il sistema di amplificazione
I Grateful Dead furono grandi innovatori nella tecnica di amplificazione dal vivo. Poiché non erano mai soddisfatti degli impianti che trovavano in loco nelle strutture in cui suonavano, chiesero al loro tecnico del suono Owsley "Orso" Stanley di progettare uno speciale sistema di monitor da palco (foldback speakers). I Dead usarono questo sistema fino all'inizio degli anni settanta, quando Stanley fu messo in carcere per la produzione e la vendita di LSD. Il gruppo si rivolse allora agli studi Alembic Inc per farsi costruire un sistema di amplificazione senza precedenti, detto il Muro del Suono (Wall of Sound). Al sistema lavorarono Dan Healy, Mark Raizene, Ron Wickersham, Rick Turner, John Curl della Alembic Inc e, quando fu scarcerato nel 1972, anche lo stesso Stanley.
Lo scopo del Muro del Suono era quello di ottenere un'amplificazione non distorta fornita da un sistema che potesse anche fungere da monitor. Era composto da 11 sottosistemi indipendenti di amplificazione. Ogni strumento aveva un proprio canale e un proprio insieme di casse di amplificazione separate. Il basso di Lesh aveva addirittura un canale per ogni corda, e analogamente c'era un canale diverso per diversi elementi della batteria. In questo modo, il suono di ogni strumento risultava estremamente pulito e non vi era alcuna distorsione dovuta all'intermodulazione fra strumenti. Il sistema di casse era posizionato dietro agli strumentisti, e consentiva loro di sentire esattamente ciò che il pubblico sentiva. Per impedire che questo generasse feedback, fu progettato anche uno speciale sistema di microfoni. Per ogni cantante c'era una coppia di microfoni a distanza di 60 mm e fuori fase: il cantante usava il microfono superiore, e tutti i segnali presenti in entrambi i microfoni (ovvero il suono proveniente dal Muro del Suono che avrebbe prodotto il feedback) venivano automaticamente eliminati.
Quando il gruppo si sciolse nel 1974, il Muro del Suono fu disassemblato. Nel 1976, i Dead lo rimpiazzarono con un sistema di amplificazione meno costoso e complesso.

## Formazione
- Jerry Garcia – voce, chitarra (1965-1995; morto nel 1995)
- Bob Weir – voce, chitarra (1965-1995)
- Pigpen McKernan – tastiera (1965-1972; morto nel 1973)
- Phil Lesh – basso (1965-1995; morto nel 2024)
- Bill Kreutzmann – batteria (1965-1995)
- Mickey Hart – batteria (1965-1971; 1976-1995)

## Discografia

### Album in studio
- 1967 - The Grateful Dead
- 1968 - Anthem of the Sun
- 1969 - Aoxomoxoa
- 1970 - Workingman's Dead
- 1970 - American Beauty
- 1973 - Wake of the Flood
- 1974 - From the Mars Hotel
- 1975 - Blues for Allah
- 1977 - Terrapin Station
- 1978 - Shakedown Street
- 1980 - Go to Heaven
- 1987 - In the Dark
- 1989 - Built to Last

### Singoli
- 1966 - Stealin' / Don't Ease Me In
- 1967 - The Golden Road (To Unlimited Devotion)
- 1967 - Viola Lee Blues
- 1968 - Dark Star
- 1969 - Dupree's Diamond Blues
- 1969 - China Cat Sunflower
- 1969 - Good Morning Little Schoolgirl
- 1970 - Uncle John's Band
- 1971 - Truckin' / Ripple
- 1971 - Sugar Magnolia
- 1972 - One More Saturday Night
- 1972 - Johnny B. Goode
- 1972 - Truckin' / Johnny B. Goode
- 1973 - Eyes Of The World
- 1973 - Let Me Sing Your Blues Away
- 1974 - U.S. Blues
- 1975 - The Music Never Stopped
- 1975 - Franklin's Tower
- 1977 - Dancin' In The Streets
- 1977 - Passenger / Terrapin Station
- 1978 - Shakedown Street / France
- 1978 - Good Lovin'
- 1980 - Don't Ease Me In
- 1980 - Alabama Getaway / Far From Me
- 1980 - Go To Heaven
- 1980 - Alabama Getaway/Shakedown Street
- 1987 - Throwing Stones (Ashes Ashes) / When Push Comes To Shove

### Album live
- 1969 - Live/Dead
- 1971 - Grateful Dead (noto anche come Skull & Roses)
- 1972 - Europe '72
- 1973 - History of the Grateful Dead, Volume One (Bear's Choice)
- 1974 - Steal Your Face
- 1981 - Reckoning
- 1981 - Dead Set
- 1989 - Dylan & The Dead (con Bob Dylan)
- 1990 - Without a Net

### Raccolte
- 1974 - Skeletons from the Closet (Best of the Grateful Dead)
- 1977 - What a Long Strange Trip It's Been
- 1996 - Grateful Dead 1977-1995
- 1996 - The Arista Years
- 1997 - Selections From the Arista Years
- 2003 - The Very Best of The Grateful Dead
- 2011 - Flashback with the Grateful Dead
- 2013 - Grateful Dead - Complete Studio Albums Collection
- 2015 - The Best of the Grateful Dead
- 2017 - Long Strange Trip
- 2018 - The Best of the Grateful Dead Live

### Cofanetti
- 1987 - Dead Zone: The Grateful Dead CD Collection (1977–1987)
- 1999 - So Many Roads (1965-1995)
- 2001 - The Golden Road (1965-1973) (Warner Brothers Records) (intero materiale registrato dai Warlocks)
- 2004 - Beyond Description (1973-1989) (Arista Records)
- 2005 - The Complete Fillmore West (live 1969)
- 2010 - The Warner Bros. Studio Albums
- 2012 - All the Years Combine: The DVD Collection

### LiveRetrospective
- 1991 - One from the Vault - August 13, 1975 - Great American Music Hall, San Francisco
- 1991 - Infrared roses 1989 - 1990
- 1992 - Two from the Vault - August 24, 1968 - Shrine Theater, Los Angeles
- 1994 - Grayfolded January 20, 1968 – September 13, 1993 (con John Oswald)
- 1995 - Hundred Year Hall - April 26, 1972 - Jahrhunderthalle, Frankfurt, West Germany
- 1996 - Dozin' at the Knick - March 24 – 26, 1990 - Knickerbocker Arena, Albany, New York
- 1997 - Fallout from the Phil Zone - September 3, 1967 – March 18, 1995
- 1997 - Terrapin Station (Limited Edition) - March 15, 1990 - Capital Centre, Landover, Maryland
- 1997 - Live at the Fillmore East 2-11-69 - February 11, 1969 - Fillmore East, New York
- 1999 - So Many Roads (1965–1995) Sampler - July 16, 1966 – March 30, 1994
- 2000 - View from the Vault, Volume One - July 8, 1990 - Three Rivers Stadium, Pittsburgh
- 2000 - Ladies and Gentlemen... the Grateful Dead - April 25 – 29, 1971 - Fillmore East, New York
- 2001 - View from the Vault, Volume Two - June 14, 1991 - Robert F. Kennedy Stadium, Washington, D.C.
- 2001 - Nightfall of Diamonds - October 16, 1989 - Meadowlands Arena, East Rutherford, New Jersey
- 2002 - Postcards of the Hanging - June 10, 1973 – March 24, 1990
- 2002 - Steppin' Out with the Grateful Dead: England '72 - April 7 – May 26, 1972
- 2002 - View from the Vault, Volume Three - June 16, 1990 - Shoreline Amphitheatre, Mountain View, California
- 2002 - Go to Nassau - May 15 – 16, 1980 - Nassau Coliseum, Uniondale, New York
- 2003 - Birth of the Dead - November 3, 1965 – April 1967
- 2003 - View from the Vault, Volume Four - July 24, 1987 Oakland Stadium, Oakland, California - July 26, 1987 Anaheim Stadium, Anaheim, California
- 2003 - The Closing of Winterland - December 31, 1978 - Winterland Arena, San Francisco
- 2004 - Rockin' the Rhein with the Grateful Dead - April 24, 1972 - Rheinhalle, Düsseldorf, West Germany
- 2005 - The Grateful Dead Movie Soundtrack - October 16 – 20, 1974 - Winterland Arena, San Francisco
- 2005 - Rare Cuts and Oddities 1966 - 1966
- 2005 - Truckin' Up to Buffalo - July 4, 1989 - Rich Stadium, Orchard Park, New York
- 2005 - Fillmore West 1969: The Complete Recordings - February 27 – March 2, 1969 - Fillmore West, San Francisco, California
- 2005 - Fillmore West 1969 - February 27 – March 2, 1969 - Fillmore West, San Francisco, California
- 2007 - Live at the Cow Palace - December 31, 1976 - Cow Palace, Daly City, California
- 2007 - Three from the Vault - February 19, 1971 - Capitol Theater, Port Chester, New York
- 2008 - Winterland 1973: The Complete Recordings - November 9 – 11, 1973 - Winterland Arena, San Francisco, California
- 2008 - Rocking the Cradle: Egypt 1978 - September 15 – 16, 1978 - Sound and Light Theater, Giza, Egypt
- 2009 - To Terrapin: Hartford '77 - May 28, 1977 - Hartford Civic Center, Hartford, Connecticut
- 2009 - Winterland June 1977: The Complete Recordings - June 7 – 9, 1977 - Winterland Arena, San Francisco, California
- 2010 - Crimson White & Indigo - July 7, 1989 - John F. Kennedy Stadium, Philadelphia
- 2010 - Formerly the Warlocks - October 8 – 9, 1989 - Hampton Coliseum, Hampton, Virginia
- 2011 - Europe '72: The Complete Recordings - April 7 – May 26, 1972
- 2011 - Europe '72 Volume 2 - April 7 – May 26, 1972
- 2012 - Dark Star - May 4, 1972 - Olympia Theatre, Paris, France
- 2012 - Spring 1990 - March 16 – April 2, 1990
- 2012 - Spring 1990: So Glad You Made It - March 16 – April 2, 1990
- 2012 - Winterland: May 30th 1971 - Winterland Arena, San Francisco, California
- 2013 - May 1977 - May 11 – 17, 1977
- 2013 - Sunshine Daydream - August 27, 1972 - Old Renaissance Faire Grounds, Veneta, Oregon
- 2013 - Family Dog at the Great Highway, San Francisco, CA 4/18/70 - April 18, 1970 - Family Dog at the Great Highway, San Francisco, California
- 2014 - Live at Hampton Coliseum - May 4, 1979 Hampton Coliseum, Hampton, Virginia
- 2014 - Spring 1990 (The Other One) - March 14 – April 3, 1990
- 2014 - Wake Up to Find Out - March 29, 1990 - Nassau Coliseum, Uniondale, New York
- 2014 - Houston, Texas 11-18-1972 - Hofheinz Pavilion, Houston, Texas
- 2015 - 30 Trips Around the Sun: The Definitive Live Story 1965–1995
- 2015 - 30 Trips Around the Sun - 1965–1995
- 2016 - Shrine Exposition Hall, Los Angeles, CA 11/10/1967
- 2016 - Capitol Theatre, Passaic, NJ, 4/25/77
- 2016 - July 1978: The Complete Recordings - July 1 – 8, 1978
- 2016 - Red Rocks: 7/8/78 - Red Rocks Amphitheatre, Morrison, Colorado
- 2017 - July 29 1966, P.N.E. Garden Aud., Vancouver Canada
- 2017 - May 1977: Get Shown the Light - May 5 – 9, 1977
- 2017 - Cornell 5/8/77 - May 8, 1977 - Barton Hall, Ithaca, New York
- 2017 - Robert F. Kennedy Stadium, Washington, D.C., July 12 & 13, 1989

### I "Dick's Picks"
La discografia dei Grateful Dead comprende anche i cosiddetti Dick's Picks, una serie di registrazioni di concerti prese dagli archivi della band e selezionate da Dick Latvala (e, dopo la morte di Latvala, da David Lemieux). Ogni anno, dal 1993 in avanti, sono stati pubblicati circa tre volumi, per un totale di trentasei (dato del 14 gennaio 2006). Ogni volume è semplicemente identificato dalla data e dal luogo del concerto corrispondente.
| Anno | Titolo                 | Dettagli                                                                   | Data e luogo di registrazione |
| ---- | ---------------------- | -------------------------------------------------------------------------- | --- |
| 1993 | Dick's Picks Volume 1  | - Pubblicazione: dicembre 1993 - Etichetta: Grateful Dead - Formato: CD    | 19 dicembre 1973 Curtis Hixon Hall, Tampa, Florida |
| 1995 | Dick's Picks Volume 2  | - Pubblicazione: marzo 1995 - Etichetta: Grateful Dead - Formato: CD       | 31 ottobre 1971 Ohio Theatre, Columbus, Ohio |
| 1995 | Dick's Picks Volume 3  | - Pubblicazione: novembre 1995 - Etichetta: Grateful Dead - Formato: CD    | 22 maggio 1977 Hollywood Sportatorium, Pembroke Pines, Florida                                                                                                 |
| 1996 | Dick's Picks Volume 4  | - Pubblicazione: febbraio 1996 - Etichetta: Grateful Dead - Formato: CD    | 13 – 14 febbraio 1970 Fillmore East, New York, New York |
| 1996 | Dick's Picks Volume 5  | - Pubblicazione: maggio 1996 - Etichetta: Grateful Dead - Formato: CD      | 26 dicembre 1979 Oakland Auditorium, Oakland, California |
| 1996 | Dick's Picks Volume 6  | - Pubblicazione: ottobre 1996 - Etichetta: Grateful Dead - Formato: CD     | 14 ottobre 1983 Hartford Civic Center, Hartford, Connecticut                                                                                                   |
| 1997 | Dick's Picks Volume 7  | - Pubblicazione: marzo 1997 - Etichetta: Grateful Dead - Formato: CD       | 9 – 11 settembre 1974 Alexandra Palace, Londra, Inghilterra |
| 1997 | Dick's Picks Volume 8  | - Pubblicazione: 1997 - Etichetta: Grateful Dead - Formato: CD             | 2 maggio 1970 Harpur College, Binghamton, New York |
| 1997 | Dick's Picks Volume 9  | - Pubblicazione: ottobre 1997 - Etichetta: Grateful Dead - Formato: CD     | 16 settembre 1990 Madison Square Garden, New York, New York |
| 1998 | Dick's Picks Volume 10 | - Pubblicazione: febbraio 1998 - Etichetta: Grateful Dead - Formato: CD    | 29 dicembre 1977 Winterland Arena, San Francisco, California                                                                                                   |
| 1998 | Dick's Picks Volume 11 | - Pubblicazione: giugno 1998 - Etichetta: Grateful Dead - Formato: CD      | 27 settembre 1972 Stanley Theater, Jersey City, New Jersey |
| 1998 | Dick's Picks Volume 12 | - Pubblicazione: ottobre 1998 - Etichetta: Grateful Dead - Formato: CD     | 26 giugno 1974 Providence Civic Center, Providence, Rhode Island 28 giugno 1974 Boston Garden, Boston, Massachusetts                                           |
| 1999 | Dick's Picks Volume 13 | - Pubblicazione: 11 marzo 1999 - Etichetta: Grateful Dead - Formato: CD    | 6 maggio 1981 Nassau Coliseum, Uniondale, New York |
| 1999 | Dick's Picks Volume 14 | - Pubblicazione: giugno 1999 - Etichetta: Grateful Dead - Formato: CD      | 30 novembre – 2 dicembre 1973 Boston Music Hall, Boston, Massachusetts                                                                                         |
| 1999 | Dick's Picks Volume 15 | - Pubblicazione: 19 ottobre 1999 - Etichetta: Grateful Dead - Formato: CD  | 3 settembre 1977 Raceway Park, Englishtown, New Jersey |
| 2000 | Dick's Picks Volume 16 | - Pubblicazione: febbraio 2000 - Etichetta: Grateful Dead - Formato: CD    | 8 novembre 1969 Fillmore West, San Francisco, California |
| 2000 | Dick's Picks Volume 17 | - Pubblicazione: 28 aprile 2000 - Etichetta: Grateful Dead - Formato: CD   | 25 settembre 1991 Boston Garden, Boston, Massachusetts |
| 2000 | Dick's Picks Volume 18 | - Pubblicazione: giugno 2000 - Etichetta: Grateful Dead - Formato: CD      | 3 febbraio 1978 Dane County Coliseum, Madison, Wisconsin 5 febbraio 1978 UNI-Dome, Cedar Falls, Iowa                                                           |
| 2000 | Dick's Picks Volume 19 | - Pubblicazione: ottobre 2000 - Etichetta: Grateful Dead - Formato: CD     | 19 ottobre 1973 Oklahoma State Fair Arena, Oklahoma City, Oklahoma                                                                                             |
| 2001 | Dick's Picks Volume 20 | - Pubblicazione: gennaio 2001 - Etichetta: Grateful Dead - Formato: CD     | 25 settembre 1976 Capital Center, Landover, Maryland 28 settembre 1976 Onondaga County War Memorial, Syracuse, New York                                        |
| 2001 | Dick's Picks Volume 21 | - Pubblicazione: marzo 2001 - Etichetta: Grateful Dead - Formato: CD       | 1º novembre 1985 Richmond Coliseum, Richmond, Virginia |
| 2001 | Dick's Picks Volume 22 | - Pubblicazione: giugno 2001 - Etichetta: Grateful Dead - Formato: CD      | 23 – 24 febbraio 1968 Kings Beach Bowl, Kings Beach, California                                                                                                |
| 2001 | Dick's Picks Volume 23 | - Pubblicazione: 16 ottobre 2001 - Etichetta: Grateful Dead - Formato: CD  | Baltimore Civic Center, Baltimora, Maryland |
| 2002 | Dick's Picks Volume 24 | - Pubblicazione: 10 febbraio 2002 - Etichetta: Grateful Dead - Formato: CD | 23 marzo 1974 Cow Palace, Daly City, California |
| 2002 | Dick's Picks Volume 25 | - Pubblicazione: 10 luglio 2002 - Etichetta: Grateful Dead - Formato: CD   | 10 maggio 1978 [Veterans Memorial Coliseum, New Haven, Connecticut 11 maggio 1978 Springfield Civic Center, Springfield, Massachusetts                         |
| 2002 | Dick's Picks Volume 26 | - Pubblicazione: 1º ottobre 2002 - Etichetta: Grateful Dead - Formato: CD  | 26 aprile 1969 Electric Theater, Chicago, Illinois 27 aprile 1969 Labor Temple, Minneapolis, Minnesota                                                         |
| 2003 | Dick's Picks Volume 27 | - Pubblicazione: 23 gennaio 2003 - Etichetta: Grateful Dead - Formato: CD  | 16 dicembre 1992 Oakland Coliseum Arena, Oakland, California                                                                                                   |
| 2003 | Dick's Picks Volume 28 | - Pubblicazione: 20 aprile 2003 - Etichetta: Grateful Dead - Formato: CD   | Pershing Municipal Auditorium, Lincoln, Nebraska 28 febbraio 1973 Salt Palace, Salt Lake City, Utah                                                            |
| 2003 | Dick's Picks Volume 29 | - Pubblicazione: 22 luglio 2003 - Etichetta: Grateful Dead - Formato: CD   | 19 maggio 1977 Fox Theatre, Atlanta, Georgia 21 maggio 1977 Lakeland Civic Center Arena, Lakeland, Florida                                                     |
| 2003 | Dick's Picks Volume 30 | - Pubblicazione: 30 ottobre 2003 - Etichetta: Grateful Dead - Formato: CD  | 25 – 28 marzo 1972 Academy of Music, New York, New York |
| 2004 | Dick's Picks Volume 31 | - Pubblicazione: 16 marzo 2004 - Etichetta: Grateful Dead - Formato: CD    | 4 – 5 agosto 1974 Philadelphia Civic Center, Filadelfia, Pennsylvania 6 agosto 1974 Roosevelt Stadium, Jersey City, New Jersey                                 |
| 2004 | Dick's Picks Volume 32 | - Pubblicazione: 20 luglio 2004 - Etichetta: Grateful Dead - Formato: CD   | 7 agosto 1982 Alpine Valley Music Theatre, East Troy, Wisconsin                                                                                                |
| 2004 | Dick's Picks Volume 33 | - Pubblicazione: 15 novembre 2004 - Etichetta: Grateful Dead - Formato: CD | 9 - 10 ottobre 1976 Oakland Coliseum Stadium, Oakland, California                                                                                              |
| 2005 | Dick's Picks Volume 34 | - Pubblicazione: 14 febbraio 2005 - Etichetta: Grateful Dead - Formato: CD | 2 novembre 1977 Seneca College, Toronto, Canada November 5, 1977 Community War Memorial, Rochester, New York                                                   |
| 2005 | Dick's Picks Volume 35 | - Pubblicazione: 17 giugno 2005 - Etichetta: Grateful Dead - Formato: CD   | 6 agosto 1971 Hollywood Palladium, Hollywood, California 7 agosto 1971 Golden Hall, San Diego, California 24 agosto 1971 Auditorium Theatre, Chicago, Illinois |
| 2005 | Dick's Picks Volume 36 | - Pubblicazione: ottobre 2005 - Etichetta: Grateful Dead - Formato: CD     | 21 settembre 1972 The Spectrum, Filadelfia, Pennsylvania |

## Video
- The Grateful Dead Movie - 1981 (Riprese dei concerti di congedo dal pubblico al Winterland nell'ottobre del 1974)
- Dead Ahead - 1981 (Riprese dei concerti al Radio City Music Hall a New York nell'ottobre del 1980)
- So Far - 1987
- Making of Touch of Grey - 1987 (Documentario sulla realizzazione del video di "A Touch of Grey")
- Infrared Sightings - 1992 (Venti minuti di animazione al computer con la musica dal CD Infrared Roses)
- Ticket to New Years (Oakland Coliseum, Capodanno 1987) - 1996
- Downhill from Here (Alpine Valley Music Theater, East Troy, 17 luglio 1989) - 1997
- Anthem to Beauty - 1998 (Documentario che analizza il periodo da Anthem of the Sun a American Beauty)
- View from the Vault (Three Rivers Stadium, Pittsburgh, PA, 8 luglio 1990) - 2000
- View from the Vault II (RFK Stadium, Washington, D.C., 14 giugno 1991) - 2001
- View from the Vault III (Shoreline Amphitheatre, 16 giugno 1990) - 2002
- View from the Vault IV (Oakland 24 luglio 1987 e Anaheim 26 luglio 1987) - 2003
- The Closing of Winterland (31 dicembre 1978) - 2003
- Truckin' Up to Buffalo (Rich Stadium, Orchard Park, N.Y., 4 luglio 1989) - 2005